# Comté de Laverton
Le Comté de Laverton est une zone d'administration locale au centre de l'Australie-Occidentale en Australie. Le comté est situé à 370 km au nord-est de la ville de Kalgoorlie et à 950 km à l'est-nord-est de la ville de Perth, la capitale de l'État. 
Le centre administratif du comté est la ville de Laverton.
Le comté est divisé en un certain nombre de localités :
- Laverton
- Beadell
- Beria
- Cosmo Newbery
- Mount Margaret
- Mount Morgans

Le comté a 9 conseillers locaux et est divisé en 2 circonscriptions :
- Town Ward (5 conseillers)
- Country Ward (4 conseillers)